# Mulmets viser
Mulmets viser är det danska viking metal/folk metal-bandet Svartsots andra studioalbum. Albumet utgavs mars 2010 av skivbolaget Napalm Records.

## Låtlista
1. "Æthelred" (James Atkin/Cristoffer J.S. Frederiksen) – 3:33
2. "Lokkevisen" (Frederiksen) – 3:45
3. "Havfruens kvad" (Frederiksen) – 4:06
4. "Højen på glødende pæle" (Frederiksen) – 3:59
5. "På odden af hans hedenske sværd" (Atkin/Frederiksen) – 5:05
6. "Laster og tarv" (Atkin/Frederiksen) – 3:38
7. "Den svarte sot" (Atkin/Frederiksen) – 6:17
8. "Kromandens datter" (Frederiksen) – 3:55
9. "Grendel" (Atkin/Frederiksen) – 2:52
10. "Jagten" (Frederiksen) – 4:29
11. "Lindisfarne" (Atkin/Frederiksen) – 3:52
12. "I salens varme glød" (Frederiksen) – 5:11

Bonusspår (limited edition)
1. "Visen om tærskeren" (Atkin/Frederiksen) – 4:40
2. "Den døde mand" (trad.) – 5:56

## Medverkande
Svartsot-medlemmar
- Cris J.S. Frederiksen – gitarr, mandolin, bakgrundssång
- Hans-Jørgen Martinus Hansen – flöjt, plåtvissla, dragspel, munspel, bakgrundssång
- Danni Jelsgaard – trummor
- James Atkin – basgitarr, bakgrundssång
- Thor Bager – sång
- Cliff Nemanim – rytmgitarr

Bidragande musiker
- Brenden Casey – körsång
- Lasse Lammert – körsång

Produktion
- Lasse Lammert – producer, inspelning, mixning, mastering
- Gyula Havancsák – omslagskonst
- Mads Schou Jensen – foto
- Jonas Højgaard Andersen – foto